# Сикхізм у Канаді
У Канаді налічується приблизно 500 000 сикхів .

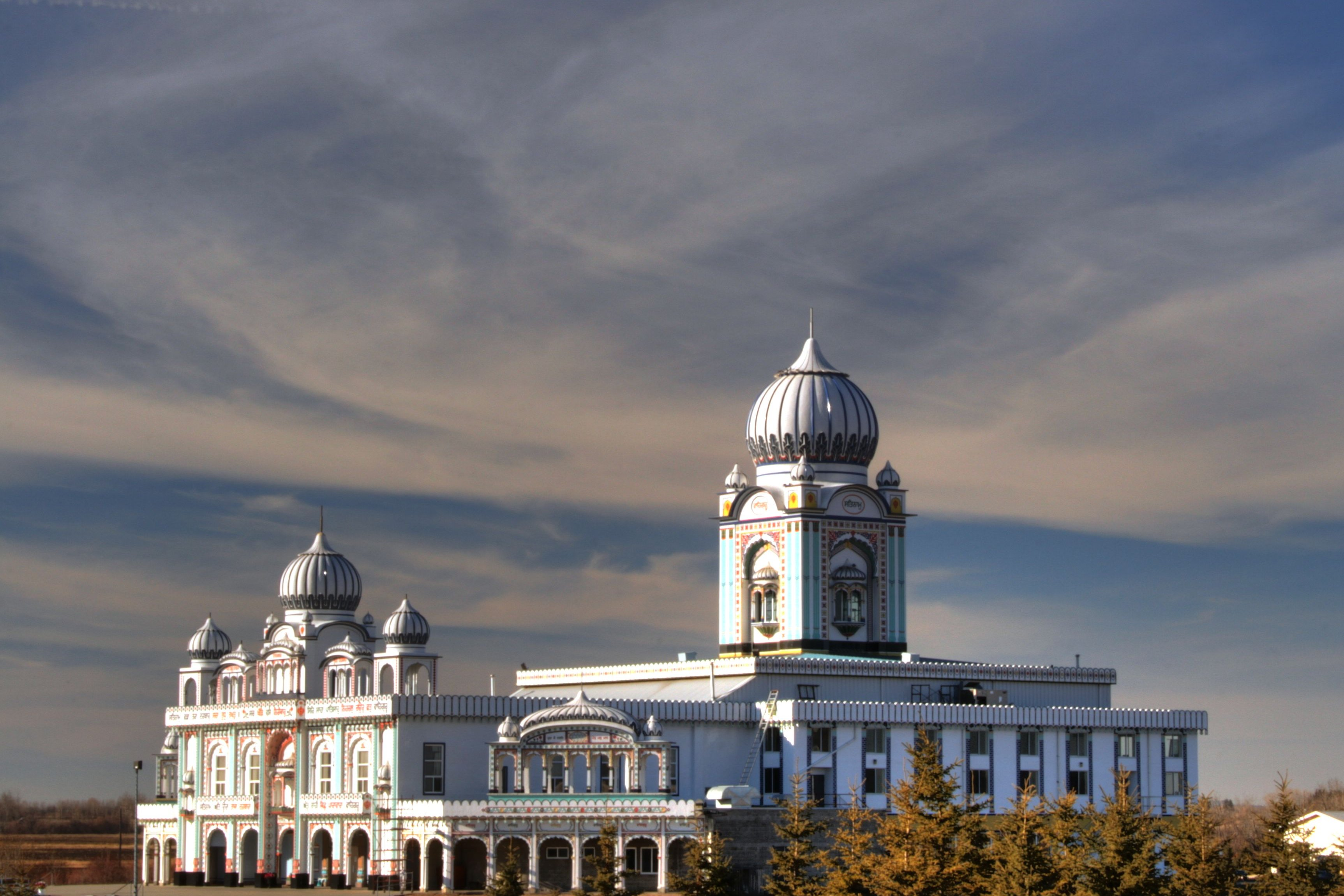
Гурудвара Нанаксар Сахіб, Едмонтон, Альберта

За даними перепису 2011 року, більше половини канадських сикхів можна знайти в одному з чотирьох міст: Суррей (105 000), Брамптон (97 800), Калгарі (28 600) та Абботсфорд (26 000).
Британська Колумбія вважається єдиною провінцією з сикхізмом як другою найбільш поширеною релігією серед населення.
З 2009 року сикхські військовослужбовці Збройних сил Канади відвідують щорічну службу до Дня пам'яті сикхів, яка проводиться на кладовищі Маунт-Хоуп у місті Кітченер, Онтаріо. Це кладовище містить єдину в Канаді військову могилу, яка належить солдату-сикху, рядовому Бакхем Сінгху, який воював у Першій світовій війні.